# Fußballspiel Arminia Bielefeld – 1. FC Saarbrücken 1986
Das Fußball-Zweitligaspiel zwischen Arminia Bielefeld und dem 1. FC Saarbrücken vom 18. Oktober 1986 wurde mit einer in Unterzahl antretenden Mannschaft begonnen. Die durch Verletzungen gehandicapte Bielefelder Mannschaft musste das Meisterschaftsspiel der 2. Bundesliga in der Saison 1986/87 mit zehn statt der üblichen elf Spieler beginnen und wurde nach zehn Minuten durch eine weitere Verletzung weiter dezimiert. Saarbrücken gewann das Spiel mit 3:1.

## Vorgeschichte
Arminia Bielefeld hatte in der Vorsaison Platz vier belegt und den Wiederaufstieg in die Bundesliga verpasst. Wegen finanzieller Probleme gab der Verein nach der Saison Leistungsträger wie Thomas Helmer, Horst Wohlers und Pasi Rautiainen ab und konnte nur junge, talentierte Spieler aus dem Amateurlager verpflichten. Der ohnehin schon kleine Kader wurde durch zahlreiche Verletzungen immer weiter ausgedünnt. Matthias Westerwinter unterzog sich einer Kieferoperation, Torwart Wolfgang Kneib hatte sich an der Hand verletzt, Dietmar Schacht und Andreas Ridder litten an kleineren Verletzungen, während Reiner Maurer Beschwerden am Ischias hatte. Zuvor waren schon Ulrich Büscher, Kazuo Ozaki und Boris Tičić längerfristig verletzt ausgefallen. Um weitere Verletzungen zu vermeiden, drosselte Trainer Horst Franz das Training in der Woche vor dem Spiel.
Am Tag vor dem Spiel fielen dann auch noch Thomas Gerstner und Andreas Ellguth mit einer Grippe aus. Somit standen Trainer Franz nur noch sieben Profis zur Verfügung. Da zur damaligen Zeit nicht mehr als drei Amateure bei Spielen der ersten und zweiten Bundesliga eingesetzt werden durften, bemühte sich die Bielefelder Vereinsführung unter Vorlage von ärztlichen Attesten, das Spiel zu verlegen. Die Saarbrücker signalisierten ihre Zustimmung für eine Verschiebung des Spieles. Der Deutsche Fußball-Bund (DFB) lehnte eine Verlegung der Partie jedoch ab. Das Regelwerk sah die Möglichkeit der Terminverschiebung nur für solche Fälle vor, bei denen alle Spieler aus demselben Grund nicht spielfähig waren. Vorsichtshalber drohte der DFB dem 1. FC Saarbrücken mit einem Punktabzug, falls die Saarbrücker nicht zum Spiel antreten würden.
Vor dem Spiel belegte die Bielefelder Mannschaft den 18. Platz, Saarbrücken wurde an neunter Stelle geführt.

## Das Spiel
Arminia trat schließlich mit nur zehn Spielern an, davon sieben Profis und drei Amateure. Die Gastmannschaft hingegen lief mit elf Spielern auf. 2600 Zuschauer sahen die vom Schiedsrichter Karl-Heinz Tritschler geleitete Partie. Nach zehn Minuten musste der Bielefelder Thomas Ostermann nach einem Leistenbruch verletzt ausscheiden. Da Ostermann ein Profi war und Arminia ohnehin schon mit den maximal zulässigen drei Amateuren spielte, konnte Ostermann nicht ersetzt werden.

„Wir warteten die gesamte erste Hälfte, dass Horst Franz endlich einen anderen Spieler brachte. Erst in der Halbzeitpause erfuhren wir: Er durfte nicht. […] Also waren wir nur noch neun. Wir fühlten uns wie Gladiatoren, umzingelt von Raubtieren. Wir wussten: Eigentlich können wir uns gleich in den Staub werfen und uns fressen lassen. Oder aber wir kämpfen bis zum Letzten, und das taten wir.“

In der 19. Spielminute brachte Theo Schneider die Gastmannschaft in Führung. Mehrmals gaben Zuschauer den ins Aus geratenen Ball erst nach ausdrücklicher Ermahnung durch den Stadionsprecher wieder zurück. Nach einer Standardsituation erzielte Thomas Sagel kurz vor der Halbzeit den Ausgleich. In der zweiten Hälfte hielten die neun Bielefelder lange dem Druck der Saarbrücker Mannschaft stand, ehe Zbigniew Kruszyński in der 78. Minute die Gäste wieder in Führung brachte. Fünf Minuten später erzielte Robert Brace das 3:1 für Saarbrücken, was gleichzeitig der Endstand der Partie war.
Die beiden auf Bielefelder Seite eingewechselten Amateure Michael Hausen und Oliver Roggensack absolvierten ihre jeweils einzigen Zweitligaeinsätze bei diesem Spiel.

## Aufstellungen
| Paarung           | Arminia Bielefeld – 1. FC Saarbrücken |
| Ergebnis          | 1:3 (1:1) |
| Datum             | 18. Oktober 1986 um 15:00 Uhr |
| Stadion           | Bielefelder Alm, Bielefeld |
| Zuschauer         | 2.600 |
| Schiedsrichter    | Karl-Heinz Tritschler (Freiburg) |
| Tore              | 0:1 Theo Schneider (19.) 1:1 Thomas Sagel (44.) 1:2 Zbigniew Kruszyński (79.) 1:3 Robert Brace (83.) |
| Arminia Bielefeld | Dirk Hellmann – Norbert Eilenfeldt, Dirk Konerding, Martin Kollenberg, Thomas Ostermann, Volker Grahl, Andreas Golombek (69. Oliver Roggensack), Carsten Brilka (80. Michael Hausen), Helmut Schröder, Thomas Sagel Cheftrainer: Horst Franz          |
| 1. FC Saarbrücken | Armin Reichel – Norbert Schlegel, Zbigniew Kruszyński, Walter Müller (69. Wenanty Fuhl), Theo Schneider, Klaus Berge, Franco Foda, Reinhold Hintermaier (46. Guido Szesni), Bertram Basenach, Robert Brace, Herbert Demange Cheftrainer: Otto Luttrop |
| Gelbe Karten      | Andreas Golombek – Walter Müller |

## Weitere Entwicklung
Arminia Bielefeld schwebte bis weit in die Rückrunde in Abstiegsgefahr. Erst eine Serie von acht Spielen ohne Niederlage zum Saisonende sicherte den Klassenerhalt. Das Rückspiel, das am 9. Mai 1987 in Saarbrücken stattfand, gewannen die Bielefelder mit 2:0. Bielefeld schloss die Saison als Neunter ab, Saarbrücken wurde Fünfzehnter.